# アイデア対決・全国高等専門学校ロボットコンテスト

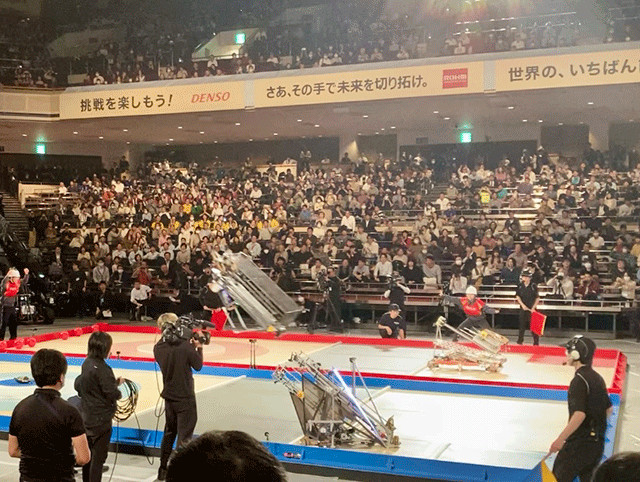
アイデア対決・全国高等専門学校ロボットコンテスト2024の決勝戦

アイデア対決・全国高等専門学校ロボットコンテスト （アイデアたいけつ・ぜんこくこうとうせんもんがっこうロボットコンテスト）は、全国高等専門学校連合会、NHK、NHKエンタープライズの主催するロボットコンテストのひとつである。略称は「高専ロボコン」。
1988年（昭和63年）より始まった本大会は、かつてNHK、NHKエンタープライズが主催する「アイデア対決・ロボットコンテスト」の「高等専門学校部門」であったが、2000年（平成12年）に高等専門学校連合会が主催に加わり、「アイデア対決・全国高等専門学校ロボットコンテスト」として独立した。
なお、NHKが主催するロボコン（NHKロボコン）には主にこの「高専ロボコン」と「NHK学生ロボコン（兼ABUロボコン日本代表選考会）」がある。

## 概要
多くのロボット競技では小型のロボットが競技を行うのに対し、高専ロボコンでは主に大型の手動ロボットが数メートルから10メートル四方程度の広さのフィールド上で競技を繰り広げる。大会はトーナメント方式で行われ、競技は2チームずつの対戦形式である。ロボットの大きさや手動操作が主である競技形式から、参加学生・関係者は「ロボット」ではなく「マシン」と言うことがある。
本大会はルール、競技内容が毎年大きく変わるが、ボールをゴールに入れる、箱を積み上げる、歩くといった作業を行って得点を稼ぐというルールが多い。一回の試合時間は3分程度しかないため、迅速かつ精密な作業が要求される。競技は対戦形式で行われるため、それぞれのロボットには相手よりも速く、多く、確実に得点を稼ぐことが求められる。また、対戦形式であることから、相手に合わせた作戦や操縦者の技量や冷静さ、時には度胸も試される点も特徴的である。ただし、1日のうちに最大5試合行うことから、連戦による消耗から、試合中にロボットが動かなくなったり、自動制御装置などが壊れてしまうなどのトラブルが起き、それまで圧勝してきたチームが負けてしまう波乱もある。そのため、大会前日のテストランによる調整や、当日の空き時間や次の試合までのロボットのセッティングやメンテナンスも、勝敗を左右する。
ルールは毎年変わるが、本大会に出場するロボットは変形が自由であることが多いため、大型機は10m近くのびたり、あるいは高さが5mを超えるといったことも珍しく無い。
本大会は、年度にもよるが基本的には人間によって操作されるロボット同士の戦いになることが多い。このため、ロボットの性能のみならず、その思想、チームの柔軟な作戦、そして操縦者のとっさの機転も勝敗を分ける。
大会への参加者は高等専門学校に在籍する学生と限られるため、出場者の規模は大きくない。

## 大会の成り立ち
本大会が開催されるきっかけとなったのは、マサチューセッツ工科大学（MIT）にて行われていた、2.7単位取得できる授業である。この授業は学生が各自ロボットを作り、MIT内で行われる大会である。この大会の模様を取り上げた番組がアメリカの公共放送にて制作され、内容を見たNHKスタッフが日本でも同じことを行えないかと企画を立てたのが始まりである。
企画にあたり、NHKスタッフは当時東京工業大学に在籍していた森政弘に相談をした。当時、森は乾電池1個で人間を走らせる競技をはじめ、頭を柔らかくしものを作ることをテーマとした授業を行っており、NHKスタッフは「うちでも同じ事をやっておるわい」と言われたという。参加チームの選定において工業高校、大学は多すぎと悩む中、森は（当時）62校ある高専を提案した。そして適度な数という現実的な理由より、全国の高専へ呼びかけた。結果、24校から応募があり、12校が出場した。翌年は53校の応募、20校の出場と規模が拡大し、1990年第3回大会より、全ての高等専門学校が出場する大会へとなった。
1991年に、現在の優勝するか独創的なアイデアで全国大会の出場権を得る地区大会、そして両国国技館で全国大会を開催する形式となった。翌1992年には、競技課題の目的に合う、独創的なアイデアとそれを実現する技術力を持つロボットを表彰する「ロボコン大賞」を設け、現在に至る。
この節の出典:  

## 放送
大会の模様は毎年NHKにて放送されることから、日本のロボット競技の中でもメディア露出が高い大会である。

### 地区大会
地区大会の模様は全国大会前にローカル放送が行われる（原則、同日同時刻に各NHK放送局に対応する地区大会が放送される）。そして、全国大会終了後の11～12月にかけて、主にミッドナイトチャンネル枠で各地区大会の放送がおよそ1、2週間連続して行われる（編成日程にもよるが、毎日1-2地区）。

### 全国大会

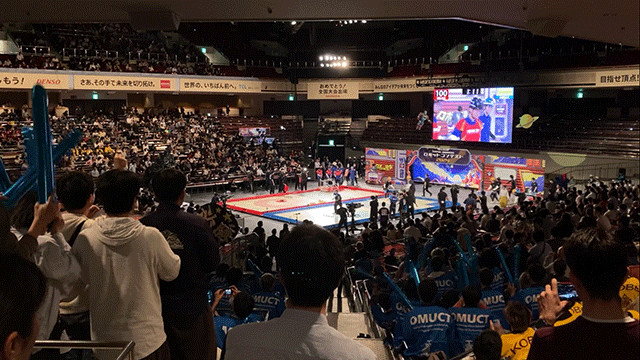
アイデア対決・全国高等専門学校ロボットコンテスト2024

全国大会の模様については、12月ごろに総合テレビで放送される。また、旧BS2やNHK BSプレミアム（旧 BShi）でも放送されることがある。こちらは総合テレビの放送内容に比べ放送時間が長く、会場中の映像が多い、全試合を取り上げた完全版・全試合版として製作されることがある。
全国大会については、BSデジタル放送が開始される前の1999年からハイビジョンでの番組制作が行われ放送された（2001年を除く）。

### インターネットでの中継
2010年の関東甲信越地区大会では、インターネットを用いた地区大会の生中継が行われた。
2011年には、すべての地区大会でインターネットによる地区大会の生放送が行われた。この中継には、NHK放送技術研究所の開発したP2P配信システムが用いられた。2012年以降も、8地区すべての地区大会がインターネット上で配信された。
また、2015年以降は地区大会に加え全国大会も生中継された。

## 参加者
本大会には全国にある高等専門学校の学生が出場する。1チームは高等専門学校の学生3名からなる「選手」と「指導教官」で構成される。会場内では選手・教官以外にピット要員として1チーム5名までピット裏での作業やマシン移動を行うことが出来る。さらにロボット制作の段階においては数名～数十名程度のスタッフを加えた体制であたる場合が多い。
原則、予選に参加出来るのは1校につき「Aチーム」と「Bチーム」の2チームまでである。ただし2つのキャンパスを持つ高専5校（仙台、都立産技、富山、香川、熊本。いずれも2006年以降に2つの高等専門学校が統合されて誕生したもので、統合前の両校の校地をそれぞれキャンパスとしている）については、1キャンパスに2チームの出場権が与えられている。2017年現在全国にある高専は57校、最大総参加チーム数は124チームである。

### 地区大会の区分け
おおむね所在都道府県ごとになっているが、三重県に限り鈴鹿と鳥羽商船が東海北陸地区、近大高専が近畿地区に分かれている（近大高専が1995年に所属地区を東海北陸地区から近畿地区に変更した）。
- 北海道地区 - 4校8チーム、全国大会出場枠：2

旭川、釧路、苫小牧、函館
- 東北地区 - 6校14チーム、全国大会出場枠：3

八戸、一関、仙台（広瀬キャンパス、名取キャンパス）、秋田、鶴岡、福島
- 関東甲信越地区 - 9校20チーム、全国大会出場枠：4

茨城、小山、群馬、木更津、サレジオ、東京、都立産技（品川キャンパス、荒川キャンパス）、長岡、長野
- 東海北陸地区 - 9校20チーム、全国大会出場枠：4

富山（本郷キャンパス、射水キャンパス）、石川、国際、福井、岐阜、沼津、豊田、鈴鹿、鳥羽商船
- 近畿地区 - 7校14チーム、全国大会出場枠：3

近大高専、舞鶴、大阪公大高専、明石、神戸市立、奈良、和歌山
- 中国地区 - 8校16チーム、全国大会出場枠：3

米子、松江、津山、呉、広島商船、宇部、大島商船、徳山
- 四国地区 - 5校12チーム、全国大会出場枠：3

阿南、香川（高松キャンパス、詫間キャンパス）、新居浜、弓削商船、高知
- 九州沖縄地区 - 9校20チーム、全国大会出場枠：4

有明、北九州、久留米、佐世保、熊本（熊本キャンパス、八代キャンパス）、大分、都城、鹿児島、沖縄
- 過去に出場していた高専

桐蔭（現桐蔭横浜大学工学部）
1990年 第3回大会 ニュートロンスターのみ出場。大学となってからNHK大学ロボコンにも出場（2007年）。
札幌（現札幌市立大学）
1991～2005年に出場。大学化に伴い2005年度以後の学生募集を停止、2011年3月に閉校。

## 日程

### ルール発表
ルールの発表は例年4月中旬～下旬に行われる（2015年の場合は4月17日発表）ため、各チームは春から秋までの約6カ月をロボットの設計、制作に明け暮れることとなる。
かつては5～6月中に発表されていたが、ルールの複雑化に伴い、年を追うごとにルール発表の時期が早くなる傾向にある。近年は各高専の学生課へのFAXだけでなく、公式ウェブサイトでの発表も実施している。
2002年の大会では、全国大会の表彰式で翌年のルールの概要が発表された。この企画はABUロボコンではよく行われている。

### アイデア提出
各高等専門学校は例年6月末までにロボットのアイデア、基本構成、戦略を記した用紙をNHKへ提出する。2～4案をNHKに提出することができ、ルールへの違反や危険行為がないかが確認される。2案応募した場合はそのまま2案がA、Bチームになるが、3案以上出した場合はNHK側の判断により2案に絞られる。

### 地区大会

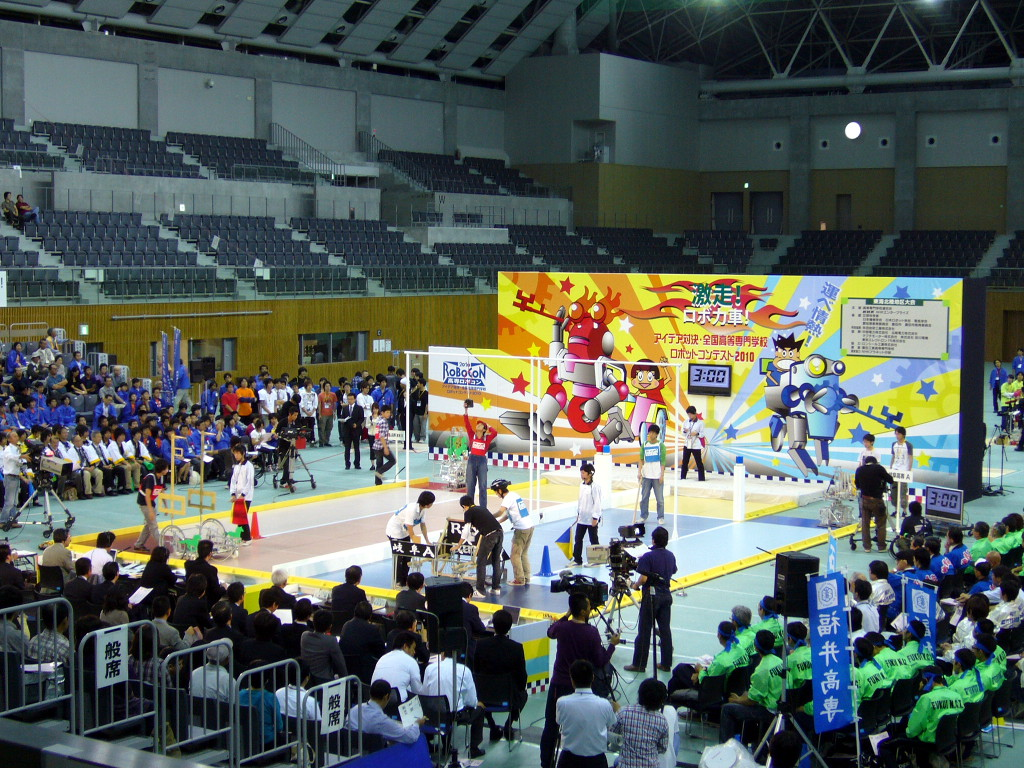
地区大会の模様（高専ロボコン2010 東海北陸地区大会）

地区大会は例年10月上旬から11月上旬の日曜日に行われる。地区大会の順番や日程は毎年異なる。各週、1～2会場で大会が行われる。
地区大会の対戦組み合わせは、各高専のA、Bチームが決勝まで対戦しないようにトーナメント表が組まれる。出場チーム数の規模にも依るが、地区大会優勝までには3～5連勝する必要がある。
なお、地区大会はその地区に属する高専が持ち回りで運営をサポートすることになっており、大会の会場はその都市にある大きめの体育館などが利用される。大会運営においては担当高専の学生が補助員として動員され、教員が運営の補助を行う。

### 全国大会
全国大会は11月の下旬から12月の上旬に両国国技館で行われる。
全国大会には最大27チーム（2023年度現在）しか参加できない。それぞれの地区大会には、参加校の数に比例した分の全国大会出場枠が存在している。このうち 1チームは、必ずその地区大会の優勝チームである。残りの枠は推薦枠で、審査員により推薦されたチームが全国出場の権利を得ることができる。

#### エキシビジョンでの出場
同じ高等専門学校のA、B両チームが全国大会に出場する権利を得ることはできない（ルール上、明記されているわけではないが、なるべく多くの学校を全国大会に出場させるために、暗黙の了解としてそうなっている）。ただし、例外としてエキシビジョン参加（トーナメントには加わらず、デモンストレーション運転のみ行う）に選ばれた場合には、1校から2チームが全国大会に赴く場合もある。エキシビジョンには独創的なアイデアを持ち全国大会に出場できる実力があるにもかかわらず、同高等専門学校のもう一方のチームが地区優勝したために出場できなかったチームが選ばれることが多い。
近年は全国大会に出場したチームの中で序盤戦で敗退したものの、独創的なアイデアを持つマシンが出場することがある。

## 賞

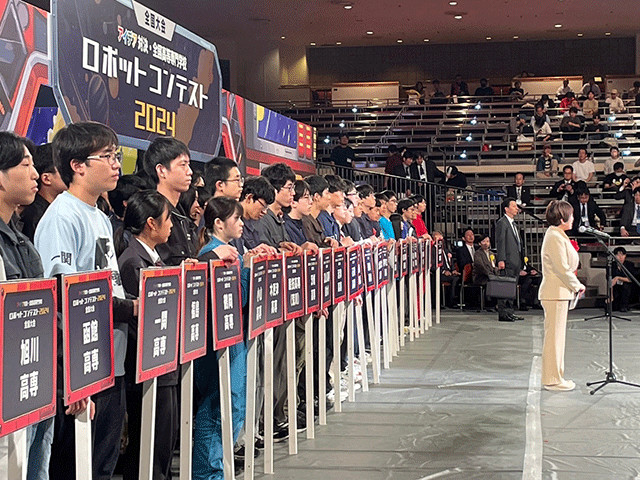
閉会式の様子。右は文部科学大臣（当時）の阿部俊子。

地区大会、全国大会ともに、トーナメントの勝ち上がりによって決定する優勝・準優勝以外にも賞が設けられている。
地区大会における賞は次のとおり。なお、奨励賞・特別賞・審査員推薦以外の賞はそれぞれの地区大会および全国大会で1校にしか与えられない。また、重複して受賞することもない。
- 優勝

無条件で全国大会出場権を獲得できる。全国大会優勝校には優勝旗（持ち回り）、内閣総理大臣杯が贈られる。
- 準優勝
- アイデア賞

ロボットのアイデアが優れているとされたチームに贈られる。全国大会では文部科学大臣杯が贈られる。
- 技術賞

ロボット製作上の技術が優れているとされたチームに贈られる。
- デザイン賞

ロボットの装飾や動作、形状などが美術的に優れているとされたチームに贈られる。
- 奨励賞（複数）

上記の賞にあたらなかったものに贈られる。
- 特別賞（複数）

スポンサー企業が評価したチームに贈られる。但しこの賞に関しては他の賞と重複して受賞できる場合がある。
- 審査員推薦（各地区の全国大会出場枠より、優勝チームの分の1を引いた数）

賞ではないが、全国大会に出場する権利を得ることができる。ロボットのアイデアや技術などの総合的な見地より、審査員の判断で与えられる。
また、全国大会では上記の賞（審査員推薦を除く）に加え、次の賞がある。
- ロボコン大賞

全国大会において、アイデア・技術など、総合的に判断して最も優れているとされたチームに贈られる。受賞校には大賞旗（持ち回り）とNHK会長杯が贈られる。優勝よりも上位の最も名誉な賞。
- アイデア倒れ賞

アイデアは奇抜であったが、その真価を発揮できずに終わったチームに贈られる。ある意味では名誉な賞。2005年(第18回)を最後にアイデア倒れ賞は設けられていなかったが、2014年(第27回)より再び設けられた。
2006年(第19回)から2014年(第27回)には、その大会のテーマに関する賞が設けられた。

## 観覧方法
地区大会の観戦は入場整理券が必要である。担当高専へ往復はがきやウェブサイトから観覧応募をする必要がある。これらの情報は毎年8月～9月ごろに公式ウェブサイトや担当高専のウェブサイトで公開される（地区の体育館や大型施設などの、会場が広く座席数の多い会場では観戦ハガキ無しで、当日受付などをしている地区大会もあったが、2008年以降、警備・防災の関係上などの理由ですべての地区大会で、事前の応募・抽選、もしくは主管都道府県各放送局を通して無料で先着順に配布する入場整理券が必須となっている。）。
全国大会についても、事前の申し込み・抽選制による入場整理券が必須である。こちらは10月ごろに公式ウェブサイトやNHKウェブサイト内のイベント情報、ニュース内や一部新聞広告でお知らせがあり、ウェブ応募する形式である。かつては、往復はがきで応募や全国大会会場でのアンケートに答えると翌年に高専ロボコン全国大会やNHK大学ロボコンの観覧応募を知らせるハガキが送られてきたが、2010年からはこの制度はなくなった。
地区、全国大会問わず、大会会場の規模の関係から応募倍率が1倍を超える場合もある。初期には全国大会観覧の応募が少なく追加募集したこともあった。近年は大会を開催する自治体もしくは地区大会の主幹高専が、地元の小中学生を招待する動きがある。
2020年は新型コロナウイルスの流行のためリモートでの開催となった。

## 歴史

### 1988年〜1992年
- 1988年 第1回大会 「乾電池スピードカーレース」

このときはまだロボットではなく、60kg以上の人を乗せた車を乾電池で走らせる競技であった。レース直前の準備時間10分以内に単一乾電池二本からエネルギーを取り出して蓄積し、35m先のゴールを目指すものであった。
NHK放送センター 101スタジオにて開催。
24校の高専が書類応募し、そのうち国立高専13校が選考され、出場した。1校が不具合により大会直前で棄権し（津山）、アイデアのみが紹介された。また、東京高専はレース中にマシンが不具合を起こし途中棄権となるが、特別に手動でマシンを動かしてゴールを果たし、アイデア倒れ賞を獲得した。
- 1989年 第2回大会 「オクトパスフットボール」

新都市ホールで開催。
2チームが一斉にスタートする競技形式となる。相手ゴールにカップを被せる機構を持つ、大会初の妨害マシンが登場する。久留米高専は妨害を受けながらも操縦者の機転で自分のゴールに自分のボールを入れて妨害をかわし、再試合で勝利した。
全国の高等専門学校53校から応募があり、書類選考で、国立高等専門学校18校、公立高等専門学校2校が出場。
- 1990年 第3回大会 「ニュートロンスター」

国立代々木競技場 第2体育館にて開催。
初の全高等専門学校出場。1つの会場に全高等専門学校を集め、大会を開催した。桐蔭高等専門学校（現桐蔭横浜大学工学部）は最初で最後の出場となる。
- 1991年 第4回大会 「ホットタワー」

現在の大会運営、競技形態の基礎が出来上がる。
地区大会を優勝するか審査員の推薦により、全国大会へ出場する形式となる。
全国大会の会場が両国国技館へ変更、以後「目指せ両国（国技館）」を合言葉に参加学生は全国大会を目指すこととなる。
札幌市立高等専門学校が開校、初参加。地区大会では不具合で1回戦敗退だった東京高等専門学校が、審査員推薦により全国大会に出場、全国優勝する。
九州地区大会での大分高等専門学校のマシンが、相手の箱にペンキを吹きかけて自分の色に変えるというもので、これ以後の大会で、フィールドを汚すことを禁止するルールが追加される。
- 1992年 第5回大会 「ミステリーサークル」

「ロボコン大賞」が設置される。初の受賞ロボットは都城高等専門学校「ロジャーアーム号」。
スラバヤ電子ポリテクニックがこの年を最後に高等専門学校ロボコンから離れ、以後大学ロボコン、ABUロボコンを制覇する。

### 1993年〜1997年
- 1993年 第6回大会 「ステップダンス」

全国大会への出場校が32から24へ減る。以後地区大会優勝チームが1回戦のシード権を得る形式となる。
電源の供給方法が単1乾電池から直流安定化電源を経由した有線接続となる。
- 1994年 第7回大会 「スペースフライヤー」

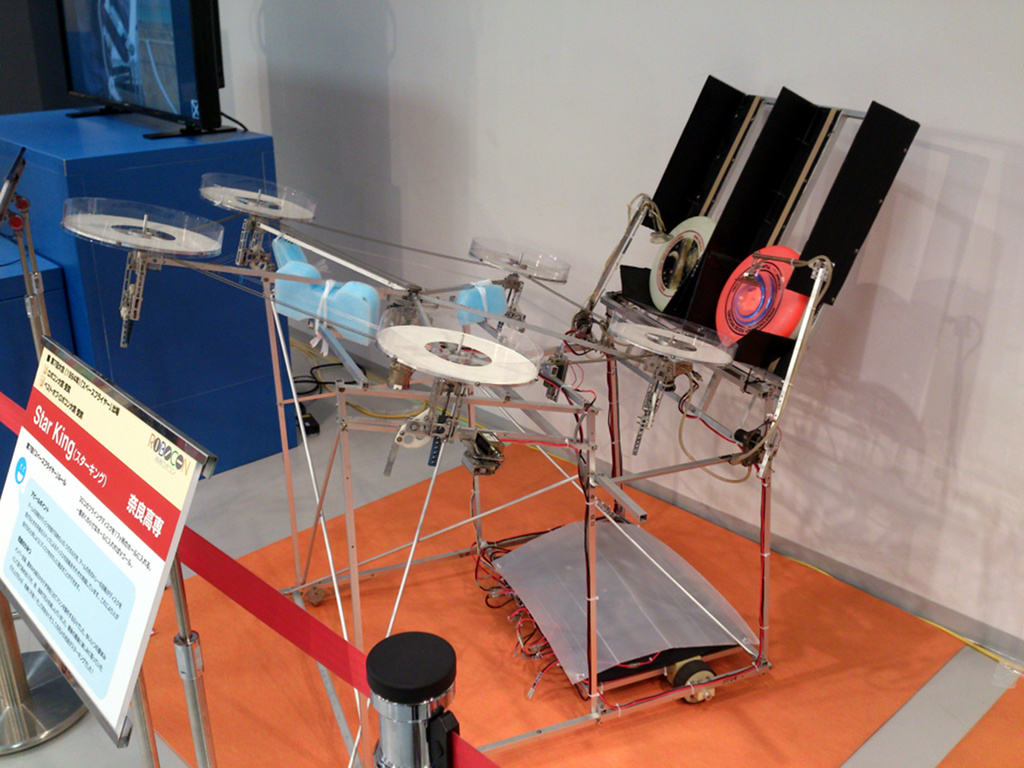
奈良高等専門学校「StarKing」 全国大会にてスペースフライヤー大賞と準優勝のダブル受賞を達成。高専ロボコン史上に残るロボットとして、以後も高い評価を受ける。

その穴に入れればそれまでの得点に関係なくいきなり勝利という「Vホール」ルールが登場。一発勝利ルールは3年にわたって導入された。
奈良高専「StarKing」が大賞と準優勝のダブル受賞。
- 1995年 第8回大会 「ドリームタワー」

操縦者の手の動きに合わせて機械がドリブルをする、新居浜高専「燧のジョーダン」が全国大会にて初戦敗退したものの大賞を受賞。
- 1996年 第9回大会 「テクノカウボーイ」

四国地区大会決勝で、5点のスポットを取られながら1点のところをコツコツ取って大逆転するマシンがあった。
- 1997年 第10回大会 「花開蝶来」

採点方法に、試合で獲得した競技点に加え、審査員が評価する芸術点を足した得点を採用する。
それまでの有線接続の電源供給から一転、エネルギー制限が撤廃。重量制限の大幅緩和とともにロボットの大型化に拍車を掛ける。上記の理由で大会史上最も華やかだといわれている。

### 1998年〜2002年
- 1998年 第11回大会 「生命上陸」

ルールの穴を突いた大型展開、ばらまきマシンの登場により、全国大会の終了時刻が大幅に遅れる。
- 1999年 第12回大会 「Jump to the Future」

最初に行われた近畿地区大会および東海北陸地区大会でルールの違反による減点が多発し、平均得点がマイナスになる。さらには、まがりなりにもマシンが動いたチームが減点され、マシントラブルで全く動けないチームに負けるなど理不尽な結果が続出。この後に行われた他の地区大会では大幅にルールが変更された。
両チーム同点の場合は消費電力が低いチームの勝ちとなるルールを採用（この年の後援に省エネルギーセンターが加わっていることより）。近畿地区大会では得点を挙げたマシンが一つもなく、消費電力ルールで勝敗が決まるケースが多く見られた。このため、比較的消費電力が少なく、減点の無かったマシンが優勝した。同マシンは全国大会で初戦敗退も得点を挙げている。
- 2000年 第13回大会 「ミレニアムメッセージ」

NHK BSデジタルハイビジョンにて大会初の生放送。
対戦している両チームが互いに干渉できないことから、相手はいるものの事実上タイムアタック競技となる。
大会前にマシンの全容をインターネット上で公開するチームが現れる（長岡高等専門学校「長岡猿軍団」など）。
- 2001年 第14回大会 「Happy Birthday 39」

この年を最後にNECがスポンサー撤退。非常に運営費が少ない中での大会開催となる。
また今大会以降、手動ロボットの操作には赤外線・可視光・音波による無線操縦で行うようにルールが変更された（電波は使用不可）。
全国大会優勝校による妨害重視の戦い方には賛否両論あった。
- 2002年 第15回大会 「プロジェクトBOX」

この回から総合テレビでの全国大会の放送がスタジオ収録になり、国技館での実際の対戦の映像が大幅に減った。

### 2003年〜2007年
- 2003年 第16回大会 「鼎（KANAE）」

翌年の沖縄高等専門学校開校を踏まえ、「九州地区」が「九州沖縄地区」に変更される。
- 2004年 第17回大会 「マーズラッシュ」

沖縄高等専門学校が開校し初参加。それに伴い、九州沖縄地区の全国大会出場枠が3から4に変更、全国大会出場チーム数が24から25となる。
- 2005年 第18回大会 「大運動会」

スポンサーに安川電機が参入する。
2000年ミレニアムメッセージ以来の両チーム干渉不可能な試合形式。
札幌市立高等専門学校最後の大会出場。地区大会にて同校対決を経て全国大会出場した。
この回を最後にアイデア倒れ賞が廃止される。翌年以降はゲームの名前がついた賞になる。
- 2006年 第19回大会 「ふるさと自慢特急便」

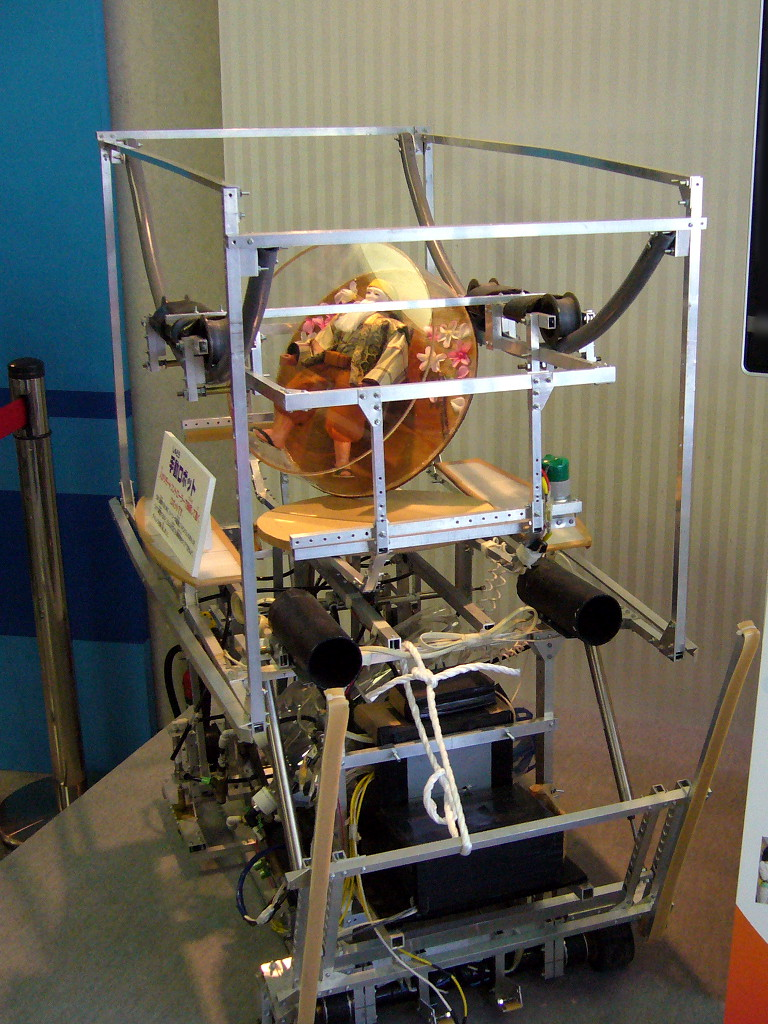
詫間電波高等専門学校「ARK」 高専ロボコン初のロボコン大賞と全国大会優勝のダブル受賞を達成した

前年に引き続き、両チーム干渉不可能な試合形式。
都立産業技術高等専門学校は旧都立、都立航空のキャンパス毎に2チーム出場。
沖縄高等専門学校が開校3年目にして全国大会初出場の快挙を成し遂げる。
史上初めて、優勝校にロボコン大賞が与えられる。
- 2007年 第20回大会 「風林火山 ロボット騎馬戦」

ソリッドワークスに代わり、東京エレクトロンFEがスポンサーに加わる。
互いのマシンの旗を奪い合う競技になり、3年ぶりに両チーム干渉可能な試合形式になる。マシン同士がぶつかったり押し合ったりすることを前提とした競技は初めてである。また、フィールド内にスタート位置の表示以外、何の構築物も模様もないというのも史上初。
今大会から、ラジコン帯の電波を用いた無線操縦が可能になった。
全国大会ではトーナメント表が変わり、「地区大会優勝校=シード」ではなく、抽選によってシードを決定する形になった。2008年〜2012年

### 2008年〜2012年
- 2008年 第21回大会 「ROBO-EVOLUTION 生命大進化」

両チーム干渉不可能に戻る。
全国大会が初めて、全チームのうちタイムの上位8チームが決勝トーナメントに進む形式になる。
地区大会では史上初めて、準決勝からルールが変わって難度が上がる。全国大会でも決勝トーナメントで同様に難度が上がる。
- 2009年 第22回大会 「DANCIN' COUPLE」

両チーム干渉不可能。ただし、一部の課題で干渉が可能であった。
前年と同じように、全チームのうち得点の上位8チームが決勝トーナメントに進む形式。
一部の地区大会と全国大会で、準決勝・決勝で制限時間が延長される。
Hi-Fi CAMPによる番組テーマ曲が作られる。
- 2010年 第23回大会 「激走! ロボ力車」

今大会は第1回大会以来22年ぶりに、操縦者以外で競技に人が関わるルールが採用された。
全国大会では3年ぶりに1回戦からのトーナメント形式となり、地区大会優勝チームのうちベストタイムの上位7チームが1回戦のシード権を得た。
総合テレビでの全国大会の放送はスタジオ収録が無くなり、番組は事前取材と大会当日の映像で構成された。
- 2011年 第24回大会 「ロボ・ボウル」

4年ぶりに両チーム干渉可能な試合形式になる。
ロボットの接触可能な部分やフィールド上での位置が定められたうえで、マシン同士がぶつかったり押し合ったりすることが可能であった。
前回大会から引き続き、操縦者以外で競技に人が関わり、かつ人により勝敗が左右されるルールとなった。
史上初めて、前半・後半で攻守を入れ替えて競技を行うという競技方式となった。
課題をクリアすると相手の制限時間が短くなるというルールが採用されたのも史上初。
全国大会は昨年同様、1回戦からのトーナメント形式で、地区大会優勝チームのうちベストタイムの上位7チームが1回戦のシード権を得た。
地区大会、全国大会ともに準決勝・決勝で競技の難易度が上がった。
優勝校にロボコン大賞が与えられた。（2例目）
史上初めて、同一校に2年連続でロボコン大賞が与えられた。
- 2012年 第25回大会 「ベスト・ペット」

両チーム干渉不可能に戻る。
史上初めて、自動ロボットのみによる競技となった。（ただし、電力を使用しない道具を用いての操作・誘導は可）
前回大会に引き続き、人が直接競技に関わるルールが採用される。
地区大会、全国大会ともに準決勝・決勝で競技の難易度が上がった。
ロボットを無線で操作しないため、会場内で携帯電話を使うことが可能になり、全国大会では参加者の携帯電話による投票で史上初の敗者復活チーム(ワイルドカード)を決める試みが行われた。また地区大会と全国大会でともに、ネット配信で大会を見ている人によるベスト・ペット賞の投票が行われた（全国大会では会場内の観客も対象）。携帯電話を使ってツイッターで会場から実況中継する人も募集した。
過去のロボコン大賞受賞ロボットの中から「ベスト・オブ・ロボコン大賞」を決める投票が公式ホームページで行われた。

### 2013年〜2017年
- 2013年 第26回大会 「Shall We Jump?」

両チーム干渉不可能な試合形式。
前年に引き続き、自動ロボットのみによる競技となった（ただし、電力を使用しない道具を用いての操作・誘導は可）。
前回大会に引き続き、人とロボットが共同で競技を行うルールが採用される。
地区大会、全国大会ともに準決勝・決勝で競技の難易度が上がった。
前回大会に引き続き、ロボットを無線で操作しないため、会場内で携帯電話を使うことが可能になり、全国大会では参加者の携帯電話による投票で敗者復活チーム（ワイルドカード）を決めた。
また地区大会では、大会をライブストリーミング配信で見ている人によるシャル・ウィ・ジャンプ賞の投票が行われた。全国大会では会場内の観客を対象にして同様に賞を決める投票が行われた。

- 2014年 第27回大会 「出前迅速」

両チーム干渉不可能な試合形式。
ロボットの制御方法や移動手段に一切の制限を設けず。最終の得点ゾーンに別のロボットを用意してもしなくてもよい。
ストリーミング視聴者による投票で出前迅速賞が決まる。全国大会ではワイルドカードを設けず。
優勝校にロボコン大賞が与えられた。（3例目）
初めて、2月末に全国大会が再放送された。
- 2015年 第28回大会 「輪花繚乱」

ローム株式会社が協賛に加わる。
2011年以来の両チーム干渉可能な試合形式。
前回大会同様、ロボットの制御方法や移動手段に一切の制限を設けず。
各地区大会終了後に全国大会進出校以外のチームから全国大会に出場させる競技委員会推薦チームを1チーム選出する規定が設けられたが、該当チームなしとなった。
この回から審査員に、かつてロボコンに出場した高等専門学校OBが加わるようになった。
全国大会では2回戦までの敗者の中から審査員が選ぶ1チームが「ワイルドカード」として準々決勝に進むことができた。
優勝校にロボコン大賞が与えられた。（4例目）
- 2016年 第29回大会 「ロボット・ニューフロンティア」

両チーム干渉不可能な試合形式に戻る。
ロボットの制御方法や移動手段に制限を設けず。個別の重量やサイズを守れば同時に何台でもロボットを使ってよくなった。
前回大会同様、各地区大会終了後に全国大会進出校以外のチームから全国大会に出場させる競技委員会推薦チームを1チーム選出する規定が設けられたが、該当チームなしとなった。
前回大会同様、全国大会では「ワイルドカード」が設けられた。
同一校に2年連続でロボコン大賞が与えられた。（2例目）
- 2017年 第30回大会 「大江戸ロボット忍法帳」

2015年以来の両チーム干渉可能な試合形式。
国技館の改修工事のため、全国大会の会場が有明コロシアムに変更された。
競技委員会推薦チームが初めて選ばれ、史上初めて同一校から2チームが全国大会に出場した。
前回大会同様、全国大会では「ワイルドカード」が設けられた。

### 2018年〜現在
- 2018年 第31回大会 「Bottle-Flip Cafe」

両チーム干渉不可能な試合形式。ただし相手チームが「テーブル」の位置を変更できる。
全国大会の会場が国技館に戻った。
地区大会のみ高専ロボコンにおいて初めてリーグ戦が行われた。
地区大会ではリーグ戦と決勝トーナメントで、全国大会では準決勝以降で勝利条件が変わる変則ルールとなった。
前回大会同様、全国大会では「ワイルドカード」が設けられた。
2013年以来となる自動ロボットによる競技が行われたが、2台のうち1台が自動ロボットとなる形式だった。
- 2019年 第32回大会 「らん♪ RUN Laundry」

全国大会からセメダイン株式会社が協賛に加わる。
競技の一部（バスタオルの回収）で干渉可能な試合形式。
前回大会同様、地区大会のみリーグ戦が行われた。
前回大会同様、全国大会では「ワイルドカード」が設けられた。
競技委員会推薦チームが1チーム選ばれ、同一校から2チームが全国大会に出場した。
- 2020年 第33回大会 「誰かをハッピーにするロボットを作ってキラリ輝くパフォーマンスを自慢しちゃおうコンテスト」（略称：はぴ☆ロボ自慢）

この年は例年のロボットで試合をする形式ではなく自宅や学校からロボットのパフォーマンスを披露する「オンラインロボコン」での開催となった。
新型コロナウイルス感染症流行のため地区大会、全国大会ともにオンラインで開催された（全国大会のキーステーションはNHK放送センター101スタジオ）。
競技課題名は「NHKのど自慢」のパロディ。
競技委員会推薦チームが3チーム選ばれた。
- 2021年 第34回大会 「超絶機巧（すごロボ）」

昨年に引き続き、1チームずつロボットのパフォーマンスを披露する形式での開催。
新型コロナウイルス感染症流行のため地区大会はオンラインで開催されたが、全国大会は国技館で有観客で開催された。
競技委員会推薦チームが1チーム選ばれた。
- 2022年 第35回大会「ミラクル☆フライ〜空へ舞いあがれ!〜」

地区大会は3年ぶりのリアル開催。
東北地区大会のみ無観客開催、ほかの地区大会および全国大会は有観客開催となった。
地区大会のみリーグ戦が行われ、全国大会では「ワイルドカード」が設けられた。
- 2023年 第36回大会「もぎもぎ！フルーツＧＯラウンド」

すべての地区大会および全国大会が有観客で開催された。
四国地区大会の全国大会出場枠が2から3に変更、全国大会出場チーム数が25から26となる。
地区大会のみリーグ戦が行われ、全国大会では「ワイルドカード」が設けられた。
競技委員会推薦チームが1チーム選ばれた。
- 2024年 第37回大会「ロボたちの帰還」

大会スケジュールが例年より2週間程度早まり、9月下旬から地区大会が開催された。
地区大会のみリーグ戦が行われ、全国大会では「ワイルドカード」が設けられた。